# فرنسيس أندرسن
فرنسيس أندرسن (بالإنجليزية: Francis Andersen)‏ هو لغوي أسترالي، ولد في 28 يوليو 1925 في وارويك في أستراليا.